# Mikroregion Alagoinhas

Mikroregion Alagoinhas

Mikroregion Alagoinhas – mikroregion w brazylijskim stanie Bahia należący do mezoregionu Nordeste Baiano. Ma powierzchnię 5.175,93720 km²

## Gminy
- Acajutiba
- Alagoinhas
- Aporá
- Araçás
- Aramari
- Crisópolis
- Inhambupe
- Rio Real
- Sátiro Dias